# Lumi
Lumi – duet muzyczny z Bejrutu.
Lumi tworzą Mayaline Hage (wokalistka) i Marc Codsi. Nazwa zespołu pochodzi od francuskiego słowa lumière ("światło"). W roku 2007 wydali pierwszą EP.

## Dyskografia
- 2007: EP Untitled
- 2008: Two Tears in Water (EMI/Virgin Music)